# Emil Koch
Emil Koch – niemiecki as myśliwski z czasów I wojny światowej z 7 potwierdzonymi zwycięstwami powietrznymi. Dowódca Jagdstaffel 32.
Emil Koch w roku 1917 służył w eskadrze myśliwskiej Jagdstaffel 12. Następnie był skierowany do Fliegerersatz Abteilung Nr. 2b. Od 29 grudnia 1917 roku Emil Koch został przeniesiony do bawarskiej eskadry myśliwskiej Jagdstaffel 32. Pierwsze zwycięstwo powietrzne odniósł 28 marca nad samolotem SE5a z 2 AFC Squadron. 23 lipca został mianowany dowódcą jednostki. Stanowisko to pełnił do 1 listopada 1918 roku, kiedy to został zwolniony z tej funkcji i skierowany do Fliegerersatz Abteilung Nr. 2b w celu rekonwalescencji po odniesieniu ran w dniu 24 października. 
Jego dalsze losy nie są znane.